# Tử hình ở Ai Cập
Hình phạt tử hình là một hình phạt hợp pháp ở Ai Cập. Quốc gia này đã thực hiện ít nhất 44 vụ tử hình năm 2016, ít nhất 35 vụ năm 2017 và ít nhất 43 vụ năm 2018. Vào ngày 8 tháng 9 năm 2018, một tòa án ở Ai Cập đã kết án tử hình đối với 75 người và án tù chung thân đối với 47 người khác. Những người này bị buộc tội giết người và là thành viên của một nhóm khủng bố. Tờ báo The Independent đã đưa tin rằng Najia Bounaim của Tổ chức Ân xá Quốc tế Trung Đông và Bắc Phi đã mô tả bản án của tòa án Ai Cập đối là "nhục nhã" và "một sự nhạo báng đối với công lý". Hình thức tử hình treo cổ được áp dụng cho các bản án dân sự, và xử bắn đối với quân nhân tại ngũ. 
Đại Mufti của Ai Cập, Shawki Ibrahim Abdel-Karim Allam, là người chịu trách nhiệm theo luật pháp Ai Cập trong việc xem xét tất cả các bản án tử hình ở Ai Cập. Về mặt pháp lý, ý kiến của ông chỉ có tính chất tham vấn và không ràng buộc với tòa án khi thẩm phán đã tuyên án tử hình.

## Thảm họa sân vận động Port Said
Vào ngày 26 tháng 1 năm 2013, một tòa án Ai Cập đã tuyên án tử hình đối với 21 người vì liên quan đến một cuộc tấn công hàng loạt của những người hâm mộ Câu lạc bộ Al-Masry chống lại người hâm mộ Câu lạc bộ thể thao Al-Ahly tại Sân vận động Port Said vào ngày 1 tháng 2 năm 2012. Ít nhất 72 người thiệt mạng trong cuộc bạo lực nổ ra ở Port Said, Ai Cập, trong thảm họa sân vận động Port Said. Một phiên tòa tái thẩm đã được mở vào ngày 6 tháng 2 năm 2014 và số người bị kết án tử hình đã giảm xuống còn 11 vào ngày 19 tháng 4 năm 2015.

## Tử hình hàng loạt năm 2020
Tổ chức Ân xá Quốc tế cáo buộc chính quyền Ai Cập đã xử tử 57 người chỉ trong tháng 10 và tháng 11, gần gấp đôi con số được ghi nhận trong cả năm 2019. Tổ chức Ân xá cho biết số vụ tử hình tăng đột biến sau một nỗ lực vượt ngục bất thành vào tháng 9 tại Nhà tù Tora ở Cairo. 4 sĩ quan cảnh sát và bốn tử tù đã thiệt mạng trong nỗ lực này.
Đánh giá toàn cầu thường niên của Tổ chức Ân xá Quốc tế về việc sử dụng án tử hình đã xếp Ai Cập là quốc gia có số lượng người bị xử tử hình nhiều thứ ba trên thế giới vào năm 2020. Ai Cập đã thực hiện án tử hình với ít nhất 107 người vào năm 2020 sau các phiên tòa mà Tổ chức Ân xá Quốc tế gọi là "hoàn toàn không công bằng" và những lời thú tội được coi là bị ép buộc, vì các luật sư không thể gặp thân chủ của họ hoặc tiến hành điều tra nghiêm túc do ảnh hưởng của đại dịch COVID-19 đang diễn ra.

## Địa điểm thi hành
Việc thi hành án treo cổ thường được thực hiện tại nhà tù trung tâm Cairo. Tuy nhiên, các nhà tù ở Wadi Al Natrun và Burj Al Arab đều có một phòng xử tử.